# Slavistika
Slavistika je akademická disciplína, která se zabývá Slovany osídlenými zeměmi, slovanskými jazyky, literaturou a kulturou. Osoby, které se této činnosti věnují, jsou označováni jako slavisté.
Slavistika se objevila koncem 18. století a počátkem století devatenáctého, byla přirozeným důsledkem kulturního a jazykového rozvoje několika slovanských národů (západních a později i jižních), které byly součástí mnohonárodnostních říší (Rakousko-Uhersko, Osmanská říše, Rusko), v rámci kterých čelily asimilačním tlakům a integračním vlivům kulturních center používajících jiného jazyka a kultury. Slavisté ve svých teoriích šířili myšlenku slovanské vzájemnosti a nezřídkakdy považovali Slovany za jednotný národ s několika plemeny, či skupinami. Propagace a šíření kultury jednotlivých slovanských národů se stalo významnou politickou zbraní, která například v Čechách a na Moravě vystupovala v protikladu k tehdejší monarchii a poukazovala na rozvoj slovanských národních států (například Bulharsko od roku 1878). Mezi prvními slavisty byl český spisovatel Josef Dobrovský.
Vývoj slavistiky je možné rozdělit na různá období. Do roku 1876 působili slavisté, kteří se soustředili na shromažďování a publikaci písemných památek sepsaných slovanskými jazyky. Jejich cílem bylo jazyk, který byl mnohdy již mnohem méně užívaný a postupně vytlačovaný dominantní řečí a kulturou, která přicházela z centra říše, obnovit, modernizovat a popularizovat. V této době se v mnohých jazycích začínají objevovat první psaná díla, vycházely soubory lidových písní a sepisovala se pravidla moderního pravopisu. Další období, které končí první světovou válkou, je pak časem, kdy došlo k akceleraci těchto proudů. Slovanská filologie i lingvistika se rychle rozvíjela, spolu s tím, jak se obohatil kulturní život v jednotlivých zemích se slovanskými národy. Po druhé světové válce se slavistika začala objevovat na mnohých univerzitách různých států. Slavisté se zaměřili na dokumentaci jednotlivých regionálních odlišností, dokumentaci různých dialektů slovanských jazyků. Vzhledem k odstranění společného nepřítele a vytvoření slovanských národních států se však zájem o slavistiku a kulturu jednotlivých slovanských národů přestal stávat aktuálním, později opadl ještě například z politických důvodů, či díky podmínkám nové doby.